# Porto di Yokohama
Il porto di Yokohama è un porto giapponese che si trova nella città di Yokohama ed è uno dei porti più grandi e importanti del bacino dell'Oceano Pacifico.
Si estende nella Baia di Tokyo. 
A sud presenta il porto di Yokosuka, a nord il porto di Kawasaki e il porto di Tokyo.

## Servizi
Il porto ha dieci grandi moli, il più grande dei quali è l'Honmoku. Il molo Ōsanbashi è quello deputato al traffico passeggeri.

## Storia
Il trattato di amicizia e commercio nippo-statunitense ne ha decretato l'apertura al commercio straniero. Il porto era ai tempi chiamato porto di Kanagawa. Ha aperto nel 1859 ma è andato distrutto nel grande terremoto del Kantō del 1923.